# Természetszimfónia
A Természetszimfónia (németül: Natursymphonie) Sigmund von Hausegger későromantikus német zeneszerző 1911-ben írt monumentális szimfóniája.

## Leírás
A Természetszimfónia egyike a 20. századi eleji komolyzene legnagyobb alkotásainak. Tárgya Isten és a Természet. A viszonylag lassú tempójú alkotás Johann Wolfgang von Goethe 1816-ban írt Prooemion című filozófiai költeményére épül, és igen nagy zenekart igényel. Méltán állítható Richard Wagner, Anton Bruckner, Gustav Mahler vagy Richard Strauss alkotásai mellé. A művet a 20. században fokozatosan elfelejtették, és csak megírása után 94, a szerző 1948-as halála után 57 évvel, 2005-ben készült róla hangfelvétel.
Hausegger 1911 szeptemberében írta meg művét, amelyet valószínűleg még abban az évben Zürichben be is mutattak. Nyomtatásban először 1912-ben jelent meg Lipcsében. Az előadás a következőt igényeli: vegyeskórus, pikkoló, 2 fuvola, 2 oboa, angol kürt, D-klarinét, 2 A és B-klarinét, B-basszusklarinét, 2 fagott, 2 fagott, kontrafagott, 6 kürt, D-trombita, 3 trombita, 3 harsona, tuba, 2 hárfa, orgona, üstdob, 2 egyéb ütőhangszer, húros hangszerek. Előadás az alábbi felvétel szerint körülbelül 57 percet vesz igénybe.

## Hangfelvétel
- Natursymphonie – Youtube.com, Közzététel: 2012. nov. 12.

## Kotta
- Hausegger, Siegmund von. International Music Score Library Project. (Hozzáférés: 2019. július 16.)